# Haut-Valromey
Haut-Valromey è un comune francese del dipartimento dell'Ain della regione dell'Alvernia-Rodano-Alpi. 
È stato creato il 1º gennaio 2016 dalla fusione dei preesistenti comuni di Hotonnes, Le Grand-Abergement, Le Petit-Abergement e Songieu. Dal 1 gennaio 2025 ha incorporato anche il precedente comune di Ruffieu.
Il capoluogo è nella località di Hotonnes.
È bagnato dal fiume Séran.